# Robert Duterque

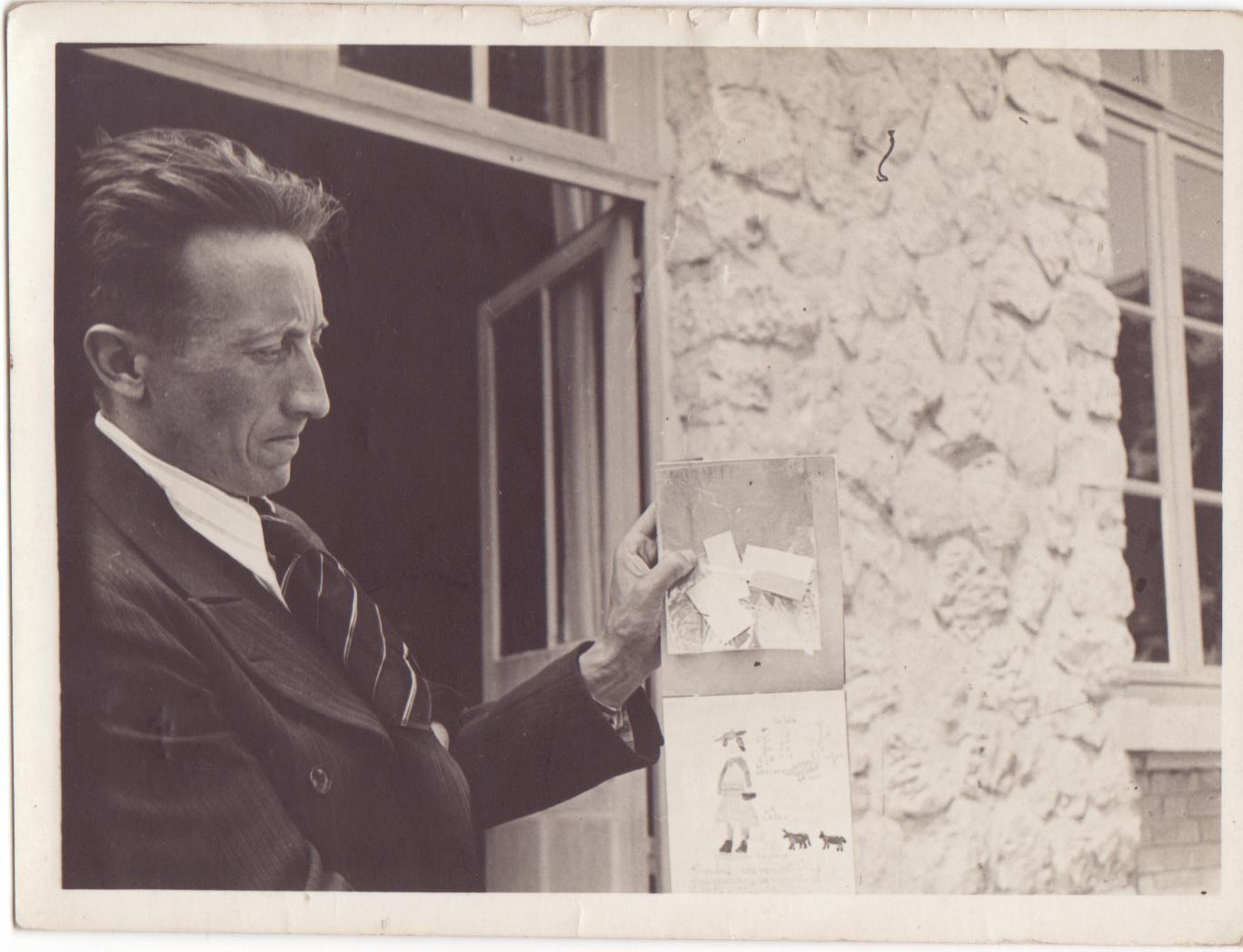
Robert Duterque wahrscheinlich 1940

Gaétan Robert Duterque oder auch Gaëtan Robert Duterque (* 11. März 1907 im nordfranzösischen Huby-Saint-Leu; † 3. Mai 1945 an unbekanntem Ort) war innerhalb der Forces françaises de l’intérieur Mitglied und aktiver Widerstandskämpfer in der Libération Nord, Gewerkschafter, Mitglied der Partei Section française de l’Internationale ouvrière und Mitbegründer der in Reims verlegten Tageszeitung L’Union, die heute noch immer erscheint.

## Leben

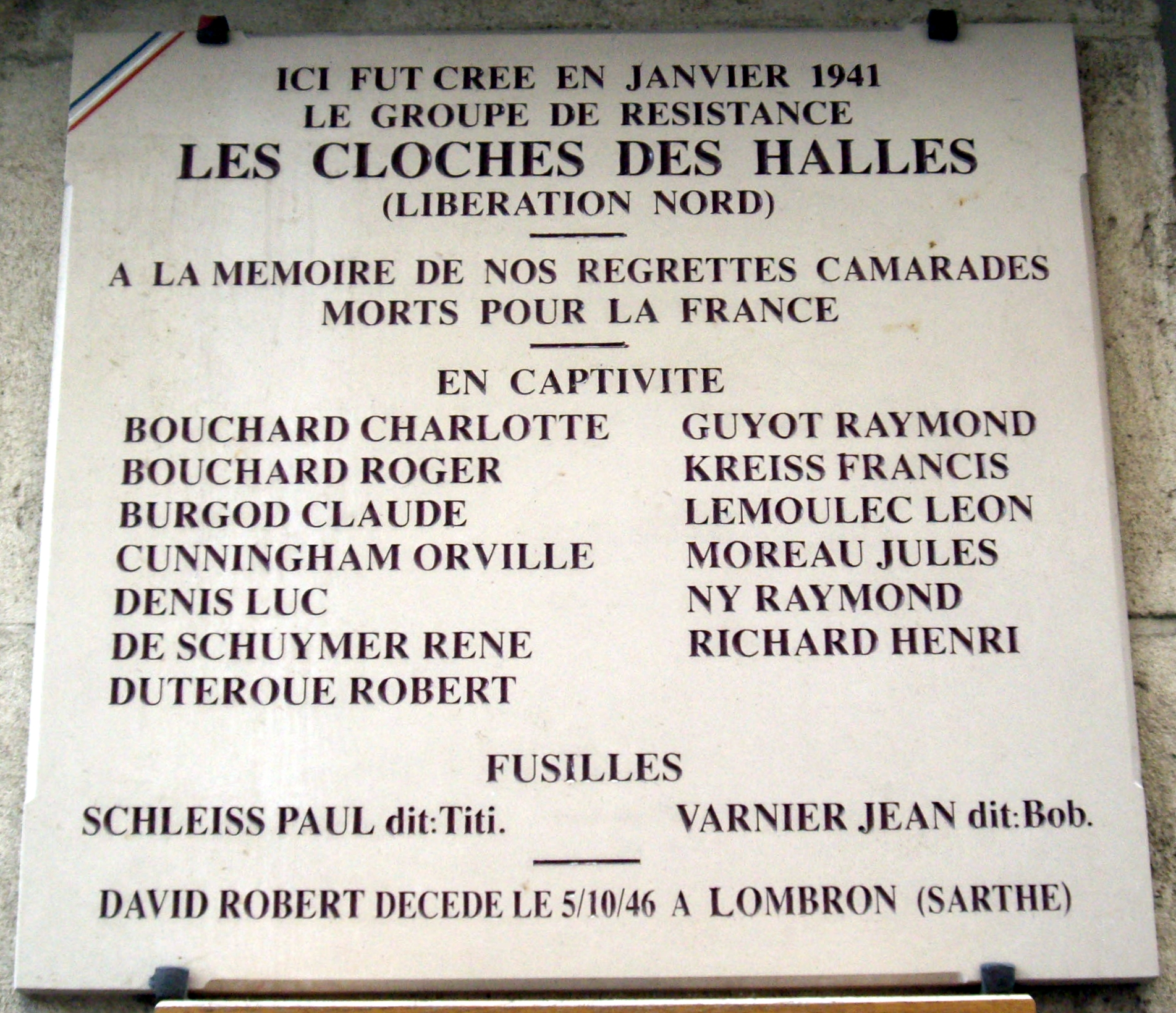
Gedenktafel mit dem (falsch-geschriebenen) Namen Duterques an der Stelle in Paris, an der die Widerstandsgruppe zur Befreiung Nordfrankreichs gegründet wurde

Nach einer regulären Schulausbildung in Vindey im Département Marne ließ er sich von 1923 bis 1926 zum Lehrer ausbilden und konnte anschließend Klassen mit „behinderten Schülern“ unterrichten. Er war verheiratet und hatte zwei Söhne, die 1935 und 1938 zur Welt kamen. Durch einen Unfall wurde er nicht zum Zweiten Weltkrieg einberufen.
Duterque arbeitete neben seinem Schuldienst unter dem Pseudonym Leutnant Philippe und mit gefälschten Papieren im Untergrund für die Résistance zur Befreiung Frankreichs von der deutschen Besatzung. Unter dem Namen Comité départemental de libération nationale de la Marne war seine Aufgabe die Organisation von Informationen.  Robert Duterque beteiligte sich auch zusammen mit Edmond Forboteaux zur Vorbereitung und Ausarbeitung der ersten Ausgabe von der französischen Zeitung L'Union, die heimlich am 30. August 1944 veröffentlicht wurde.
Am 13. Juni 1944 wurde er verhaftet und in Reims und Chalon interniert. Am 15. Juli erfolgte der Transport zum Konzentrationslager Neuengamme. Er wurde dann weiter nach Bremen-Farge kommandiert und kam schließlich wegen der heranrückenden feindlichen Truppen Anfang April 1945 ins KZ Ravensbrück. Die genauen Todesumstände sind nicht bekannt; man vermutet Tod durch Erschöpfung zwei Tage nach Befreiung des Lagers. Anderen Quellen vermuten einen versehentlichen Beschuss auf das Flüchtlingsschiff Cap Arcona in der Ostsee.

## Ehrungen
An verschiedenen öffentlichen Orten – vor allem in Reims – befinden sich Gedenktafeln zu seiner Person. Ihm zu Ehren wurde 1971 in Reims eine Straße Allée Robert Duterque benannt.